# 黄身返し卵
黄身返し卵（きみがえしたまご）とは、通常のゆで卵と異なり、白身が内側で、黄身が外側になったゆで卵のこと。

## 概要
1785年の『万宝料理秘密箱』にある料理の一つ。作り方は、産みたての有精卵をぬかみその中に3日漬けた後、針で頭の方に穴を開けて転がしながらゆでるというもの。長らく再現困難な謎の料理とされていたが、京都女子大学の八田一によって1998年に約200年ぶりに製作された。
有精卵では胚の発生に伴って卵白から卵黄へ水分の移動が起こるが、無精卵ではそれが起きないため、通常販売されている無精卵だと白身が多すぎて逆転しない。しかし、以下の方法によって、無精卵を使っても製作できる。
1. 高速回転させる方法 卵をストッキングなど伸縮性の高い袋状の布に入れ、ぶんぶんゴマの要領で回転させる[1]。これを何度か繰り返すと卵黄膜が破れ、卵黄と水様性卵白が混じり合うが、粘度の高い濃厚卵白とはほとんど混ざらない。この状態で、偏らないように菜箸等で転がしながら茹でると、周囲の卵黄・水様性卵白混合液から先に固まり、重い濃厚卵白が中心に残る。[要出典]
2. 掻き回す方法 卵の殻に小さな穴を開け、針金などを差し込んで、適度に掻き回す。卵黄と水様性卵白は混じり合うが、濃厚卵白とはほとんど混ざらない。テープで穴に蓋をし、菜箸等で転がしながら茹でる。[要出典]

黄身返し卵を作ってみた記事において、見た目や手間に反して味の評価は高くないものが多く、ゆで卵特有の食感ではなくかまぼこや消しゴムのような食感になってしまい、黄身の薄まった味がするなどと語られている。